# Kildwick
Kildwick är en ort och civil parish i Storbritannien.   Den ligger i grevskapet North Yorkshire och riksdelen England, i den centrala delen av landet, 290 km norr om huvudstaden London. Kildwick ligger 124 meter över havet och antalet invånare är 191.
Terrängen runt Kildwick är huvudsakligen kuperad, men åt nordväst är den platt. Kildwick ligger nere i en dal.Runt Kildwick är det mycket tätbefolkat, med 1 266 invånare per kvadratkilometer. Närmaste större samhälle är Keighley, 7,1 km sydost om Kildwick. Trakten runt Kildwick består i huvudsak av gräsmarker.